# Avital Carroll
Avital Carroll (Nueva York, Estados Unidos, 24 de abril de 1996) es una deportista austríaca que compite en esquí acrobático. Ganó dos medallas de bronce en el Campeonato Mundial de Esquí Acrobático de 2023, en las pruebas de baches y baches en paralelo.

## Medallero internacional
| Campeonato Mundial | Campeonato Mundial  | Campeonato Mundial | Campeonato Mundial |
| Año                | Lugar               | Medalla            | Prueba             |
| ------------------ | ------------------- | ------------------ | ------------------ |
| 2023               | Bakuriani (Georgia) | Medalla de bronce  | Baches             |
| 2023               | Bakuriani (Georgia) | Medalla de bronce  | Baches en paralelo |